# Алфонсо VII од Леона и Кастиље
Алфонсо VII од Леона и Кастиље (шп. Alfonso, гал. Afonso, лат. Alphonsus; Калдас де Реис, 1. март 1105 — Фреснеда де ла Сијера Тирон, 21. август 1157) је био краљ Галиције (1111—1157) и Леона и Кастиље (1126—1157) из династије Ивреа.
Био син Рајмунда Бургундског и Ураке I од Леона, кћерке Алфонса VI. На њега се још од самог почетка није рачунало као на озбиљног кандидата за наследника Алфонса VI на месту краља Леона и Кастиље. Наследна права му је нарочито оспоравао очух, Алфонсо I Борац, краљ Арагона и Наваре. Са свега шест година постао је краљ Галиције, чије га је племство користило као средство за испуњавање својих сепаратистичких интереса, због чега је улазио у сукобе са мајком.
После мајчине смрти 1026. године наследио је Леон и Кастиљу, а после смрти Алфонса Борца 1034. године без успеха покушао да овлада Арагоном. Био је последњи владар који је користио титулу „цара целе Шпаније”, али први који је исту озваничио крунисањем, због чега је познат као Цар (шп. el Emperador). Међутим, иако је поново обезбедио првенство Леона и Кастиље међу осталим хришћанским државама Пиринејског полуострва, није успео да своју титулу учини шире признатом. Током његове владавине завршио се процес одвајања Португалије од Леона и формалним признањем њене независности споразумом у Замори 1143. године. Истакао се у Реконкисти, успевши да на кратко стави Кордобу и Алмерију под хришћанску власт. Био је први припадник династије Ивреа, која ће владати Кастиљом неколико наредних векова.

## Порекло и рано детињство
Алфонсо VII се родио 1. марта 1105. године у Калдас де Реису у Галицији као син Рајмунда Бургундског и Ураке од Леона, најстарије кћерке краља Леона и Кастиље, Алфонса VI. Рајмунд, син бургундског грофа из династије Ивреа, дошао је у Леон на позив Алфонса VI хришћанима Европе да га подрже у Реконкисти. Када је 1108. године у бици код Уклеса погинуо његов син Санчо, Алфонсо VI је за наследника престола одредио Ураку. Како је она већ тад била удовица, да би осигурао одбрану земље од муслимана, удао ју је за наварско-арагонског краља Алфонса I Борца. Краљ Леона и Кастиље није веровао у способности свог унука и изгледа да је ова ненаклоност дечаку последица краљеве ненаклоности према његовом оцу Рајмунду.
Смрт Алфонса VI 1109. године отворила је читав низ сукоба. Било је много незадовољних тим браком. Француско свештенство, страхујући од губитка својих привилегија, подржавало је наследна права принца Алфонса, насупрот правима његовог очуха. Седиште принчевих присталица налазило се у Галицији. Међутим, и они су се поделили у две фракције. Она на челу са Дијегом Хелмиресом, бискупом Сантијага де Компостеле, бранила је сва принчева наследна права. Друга, на челу са Педром Фроиласом, грофом Трабе и тутором принца Алфонса, залагала се за назависност Галиције којом би владао Алфонсо. Господар Трабе је чак подигао побуну у Галицији, коју је 1110. године угушио арагонско-наварски краљ заузимањем тврђаве Монтеросо.

## Краљ Галиције
Такође дубоко незадовољна овим браком, Урака је инсистирала да влада над Леоном и Кастиљом независно од свог супруга. Са њим је врло често долазила у сукобе и чак једно време била држана у заробљеништву. Њен анимозитет према супружнику ишао је толико далеко да је протерала свог старог учитеља, јер је ословио Алфонса Борца као „краља Кастиље”. Она се састала са галицијским племством и прихватила да њен син буде проглашен краљем ове области. Његово крунисање је извршено у Сантијаго де Компостели 17. септембра 1111. године и изазвало је читаву серију сукоба међу супружницима. Дијего Хелмирес и Педро Фроилас покушали су 1115. године да повећају аутономију Галиције. Огорчена на тежње свог сина, Урака је склопила савез са својим супругом и дошла с војском у Сантијаго. Услед преговора с њима, у граду је избила побуна, која ју је приморала да се спашава бекством. Међутим, убрзо се вратила, опколила га и опљачкала.
Године 1117. Алфонсо је, у савезу са својом тетком Терезом од Леона, опколио мајку у замку Собросо. Урака је побегла у Сантијаго де Компостелу, одакле је понудила преговоре. По споразуму на реци Тамбре, Алфонсо је био признат за мајчиног наследника. Ово је било у оштрој супростности са уговором који је Урака склопила са Алфонсом Борцем при склапању брака, по коме би у случају смрти једног супружника други наследио његове територије. Споразум је погађао и интересе Терезе од Леона, регенткиње грофовије Португалије, која је захтевала удео у очевом наслеђу. Удруживши се са галицијским племством на челу са грофом од Трабе, она је 1120. године напала Ураку, али је потиснута преко реке Мињо приморана да у Лањозу поново призна врховну власт Леона следеће године.

## Краљ Леона и Кастиље
После Уракине смрти у дворцу Салдања 8. марта 1126. године, Алфонсо је дошао у Леон и већ 10. марта био крунисан за краља Леона и Кастиље. Власт му је још увек оспоравао очух Алфонсо Борац. Међутим, како ја папа поништио Уракин и његов брак због крвног сродства, није му остала озбиљна основа по којој би полагао право на престо Леона и Кастиље. Такође, племство и свештенство у ове две краљевине није му било накоњено, па он није могао да озбиљно угрози власт свог пасторка.
Ни један ни други владар нису предузимали непријатељске потезе један против другог, обојица заузети сређивањем прилика у својим земљама и ратом са муслиманима на југу. Године 1128. у Португалији је Терезу збацио њен син Афонсо. Заузет гушењем побуна у сопственој земљи, Алфонсо се није мешао у португалска питања признавши свог рођака за грофа и дозволивши му да влада готово независно. Учврстивши се на престолу, португалски гроф је 1130. године напао Галицију, користећи незадовољство тамошњих племића Алфонсом. Непријатељство међу рођацима трајаће наредних седам година. Истовремено, у лето 1130. Алморавиди су напредовали северозападно од Толеда, док су следеће године нанели пораз малим кастиљским трупама у бици код Аламина, у близини Ескалоне. Алфонсо је одговорио 1133. године упадом дубоко у Ал Андалуз стекавши велики плен. Међутим, овај успех није много изменио однос снага. Следеће године муслимани су победили кастиљске трупе код Бадахоза.
Користећи нереде који су избили у Арагону и Навари после смрти свог очуха 1134. године, Алфонсо је са великом војском ушао у Сарагосу и прогласио се за краља Арагона. Његово право на ову титулу било је прилично слабо утемељено будући да се позивао на брак своје мајке са покојним арагонским краљем. Даљи ток догађаја је нејасан. Одређени моћни људи састали су се у Сарагоси, укључујући надбискупа Тарагоне, Олегарија, поверљивог саветника грофа Барселоне, и грофа Тулузе, Команжа и Урхела. Затим је Алфонсо VII повукао своје захтеве и вратио се у своју краљевину. Вероватно је да су окупљени великодостојници, представљајући интересе Каталоније и јужне Француске, обавестили Алфонса да немају намеру да дозволе његово присвајање Арагона.

## „Цар целе Шпаније”
Алфонсо VII је користио титулу „цара целе Шпаније” још у другој половини 1110-их, када му је исту признао надбискуп Толеда. У томе се угледао на свог деду Алфонса VI. Упркос неуспеху на путу да целу хришћанску Иберију уједини под својом влашћу, он је 25. маја 1135. године ову титулу озваничио крунисањем у Леону. Иако је титула цара била коришћена међу шпанским владарима и пре, нико од њих се није крунисао за цара. Алфонсо се позивао на визиготско наслеђе, а преко њега на наслеђе Римског царства. Међутим, његово крунисање није озбиљно схваћено у Европи, где је царска титула била резервисана искључиво за цареве Светог римског царства и византијске цареве. У сваком случају, он је овим чином озваничио своје првенство међу хришћанским владарима Пиринејског полуострва и повећао свој престиж у западној Европи.
Године 1137. Алфонсо је победио Португалију и њеног савезника Навару и споразумом у Тују наметнуо формалну врховну власт грофовији Португалији. Да би појачао значај свог крунисања, он је 1138. године покренуо велику офанзиву против Алморавида. Међутим, није успео да пређе Гвадалкивир, ни да освоји Корију. Први успех постигао је у јесен 1139. године, када је после шестомесечне опсаде успео да освоји тврђаву Ореха на реци Тахо. У међувремену, португалски гроф Афонсо, нанео је тежак пораз муслиманима у бици код Орикеа, после чега су га његове трупе прогласиле за краља. Овај чин изазвао је нови рат између двојице владара у коме је цар поражен и приморан да споразумом у Замори 1143. године призна независност Португалије. Португалски краљ је потом отпочео преговоре с папом да би се ставио под сизеренство свете столице и тиме обезбедио своју независност.
Упркос проблема са западним суседом, Алфонсо је остао посвећен Реконкисти. Још пре него што је постигнут споразум у Замори, 1142. године коначно је освојио Корију, док су његове трупе следеће године однеле победу над муслиманима код Монтијела. Користећи распад Алморавидског царства и стварање таифа на територији Ал Андалуза, Алфонсо је 1146. године поново упао на муслиманску територију. Испрва је победио муслиманску војску код Албасете, да би затим продро дубоко на територију непријатеља освајајући Кордобу, а следеће године, уз помоћ ђеновљанске флоте, и луку Алмерију. Међутим, премда сјајне, ове победе су биле кратког века.
Уплашени владари таифа позвали су у помоћ Алмохаде, који су већ били завладали већином алморавидских територија у Африци. Кордоба је већ 1148. признала власт алмохадског калифа Абд ал-Мумина. Алфонсо је 1151. године склопио споразум са арагонском краљицом Петронилом, по коме су Кастиља и Арагон поделиле интересне сфере. Договорено је да у случају будућег освајања Арагону припадне Валенсија, а Кастиљи остатак муслиманских територија. Ово је био увод у нови период Реконкисте када ће хришћанска краљевства у главном заједнички ратовати против муслиманских непријатеља. Ово имплицира растући осећај шпанске националне припадности, који је можда у извесној мери био подстакнут растом војних и верских редова, као што су Темплари, који су се у то време налазили широм Пиринејског полуострва. Међутим, успех је, барем у први мах изостао. Године 1157. Алмохади су жестоким нападом освојили Алмерију и тиме готово анулирали успехе Алфонса VII, заустављајући Реконкисту на неко време.

## Смрт и личност
Алфонсо VII је умро 21. августа 1157. године у Фреснеда де ла Сијера Тирону на југу своје земље. Сахрањен је у катедрали у Толеду. На престолу Кастиље наследио га је најстарији син Санчо III, а на престолу Леона други син Фернандо II. Као последица тога краљевина Кастиља и Леон биле су одвојене, све док их 1230. године није ујединио Фернандо III од Кастиље стварајући Круну Кастиље. 
Алфонсо је код каснијих историчара стекао репутацију узвишене, али и енигматичне личности. Упркос велике посвећености ратовању против муслимана био је толерантан владар, који је штитио муслиманску мањину од прогона. Међутим, то му није донело нарочиту популарност у муслиманском свету. Био је познат као покровитељ и заштитник цркве, велики донатор опатије Клини. Такође је био и заштитник песника, међу којима се истиче трубадур Маркабру, који је у својим песмама пропагирао Раконкисту. Упркос свим покушајима да своју царску титулу учини признатом, у томе није успео.

## Бракови и потомство
У новембру 1128. године Алфонсо се у Салдањи оженио Беренгаријом, кћерком грофа Барселоне, Рамона Беренгера III. Изгледа да је краљ зато рачунао на подршку Барселоне кад се 1134. године прогласио за краља Арагона. Алфонсо и Беренгарија су имали седморо деце:
- Санча III од Кастиље (1134 – 31. август 1158), наследника на престолу Кастиље;
- Рамона од Кастиље и Леона (жив 12. априла 1136);

- Фернанда II од Леона (1137 – 22. јануар 1188), наследника на престолу Леона;
- Констанцу од Кастиље (1138 – 4. октобра 1160), удату 1154. године за француског краља Луја VII;
- Санчу од Кастиље (1139 – 5. августа 1179), удату 1153. године за наварског краља Санча VI;
- Гарсију од Кастиље (пре марта 1142 – 1146);
- Алфонса од Кастиље (1144/1146 – пре 1149).

Беренгарија је умрла почетком 1149. године, а Алфонсо је у јесен 1152. године оженио Ричезу Пјаст, кћерку Владислава II, бившег војводе Пољске и Шлеске. Са њом је имао двоје деце:
- Фернанда од Кастиље (1153 – пре 21. августа 1157);
- Санчу од Кастиље (21. септембар 1154 – 9. новембар 1208), удату 1174. године за арагонског краља Алфонса II.

Алфонсо је имао љубавнице и ванбрачну децу с њима. Са астуријском племкињом Гонтродом Перез имао је кћерку Ураку (1132 – 26. октобар 1164?), удату 1144. године за наварског краља Гарсију Рамиреза, потом 1163. године за племића Алвара Родригеза де Кастра, блиског сарадника краља Фернанда II. Друга љубавница Урака Фернандез де Кастро, коју је Алфонсо богато даривао, родила је краљу кћер Стефанију (пре 3. фебруара 1148 – 1. јул 1180). Стефанија се 1168. удала за свог брата од тетке, Фернанда Родригеза де Кастра, блиског сарадника кастиљског краља Алфонса VIII.

## Галерија
- Алфонсо VII, детаљ са слике из Цареве привилегије (лат. Privilegium Imperatoris).
- Алфонсо VII, минијатура из илустрованог рукописа Компендијум хронике краљева.
- Алфонсо VII, уље на платну Хосеа Марије Родригеза де Лосаде из 19. века.
- Сребрњак кован у Леону за време владавине Алфонса VII, са натписом „Цар Леона”.
- Печат Алфонса VII.

## Породично стабло
|  |                                  |  |  |  |  |  |  |  |  |  |  |  |  |  |  |  |
|  | 16. Ото Вилијам од Бургундије    |  |  |  |  |  |  |  |  |  |  |  |  |  |  |  |
|  |                                  |  |  |  |  |  |  |  |  |  |  |  |  |  |  |  |
|  |                                  |  |  |  |  |  |  |  |  |  |  |  |  |  |  |  |
|  | 8. Рено I од Бургундије          |  |  |  |  |  |  |  |  |  |  |  |  |  |  |  |
|  |                                  |  |  |  |  |  |  |  |  |  |  |  |  |  |  |  |
|  |                                  |  |  |  |  |  |  |  |  |  |  |  |  |  |  |  |
|  | 17. Ерментруда од Русија         |  |  |  |  |  |  |  |  |  |  |  |  |  |  |  |
|  |                                  |  |  |  |  |  |  |  |  |  |  |  |  |  |  |  |
|  |                                  |  |  |  |  |  |  |  |  |  |  |  |  |  |  |  |
|  | 4. Вилијам I од Бургундије       |  |  |  |  |  |  |  |  |  |  |  |  |  |  |  |
|  |                                  |  |  |  |  |  |  |  |  |  |  |  |  |  |  |  |
|  |                                  |  |  |  |  |  |  |  |  |  |  |  |  |  |  |  |
|  | 18. Ричард II Нормандијски       |  |  |  |  |  |  |  |  |  |  |  |  |  |  |  |
|  |                                  |  |  |  |  |  |  |  |  |  |  |  |  |  |  |  |
|  |                                  |  |  |  |  |  |  |  |  |  |  |  |  |  |  |  |
|  | 9. Алиса од Нормандије           |  |  |  |  |  |  |  |  |  |  |  |  |  |  |  |
|  |                                  |  |  |  |  |  |  |  |  |  |  |  |  |  |  |  |
|  |                                  |  |  |  |  |  |  |  |  |  |  |  |  |  |  |  |
|  | 19. Јудит од Бретање             |  |  |  |  |  |  |  |  |  |  |  |  |  |  |  |
|  |                                  |  |  |  |  |  |  |  |  |  |  |  |  |  |  |  |
|  |                                  |  |  |  |  |  |  |  |  |  |  |  |  |  |  |  |
|  | 2. Рајмунд Бургундски            |  |  |  |  |  |  |  |  |  |  |  |  |  |  |  |
|  |                                  |  |  |  |  |  |  |  |  |  |  |  |  |  |  |  |
|  |                                  |  |  |  |  |  |  |  |  |  |  |  |  |  |  |  |
|  | 5. Стефанија                     |  |  |  |  |  |  |  |  |  |  |  |  |  |  |  |
|  |                                  |  |  |  |  |  |  |  |  |  |  |  |  |  |  |  |
|  |                                  |  |  |  |  |  |  |  |  |  |  |  |  |  |  |  |
|  | 1. Алфонсо VII од Леона          |  |  |  |  |  |  |  |  |  |  |  |  |  |  |  |
|  |                                  |  |  |  |  |  |  |  |  |  |  |  |  |  |  |  |
|  |                                  |  |  |  |  |  |  |  |  |  |  |  |  |  |  |  |
|  | 24. Санчо III од Наваре          |  |  |  |  |  |  |  |  |  |  |  |  |  |  |  |
|  |                                  |  |  |  |  |  |  |  |  |  |  |  |  |  |  |  |
|  |                                  |  |  |  |  |  |  |  |  |  |  |  |  |  |  |  |
|  | 12. Фернандо I од Леона          |  |  |  |  |  |  |  |  |  |  |  |  |  |  |  |
|  |                                  |  |  |  |  |  |  |  |  |  |  |  |  |  |  |  |
|  |                                  |  |  |  |  |  |  |  |  |  |  |  |  |  |  |  |
|  | 25. Мунијадона од Кастиље        |  |  |  |  |  |  |  |  |  |  |  |  |  |  |  |
|  |                                  |  |  |  |  |  |  |  |  |  |  |  |  |  |  |  |
|  |                                  |  |  |  |  |  |  |  |  |  |  |  |  |  |  |  |
|  | 6. Алфонсо VI од Леона и Кастиље |  |  |  |  |  |  |  |  |  |  |  |  |  |  |  |
|  |                                  |  |  |  |  |  |  |  |  |  |  |  |  |  |  |  |
|  |                                  |  |  |  |  |  |  |  |  |  |  |  |  |  |  |  |
|  | 26. Алфонсо V од Леона           |  |  |  |  |  |  |  |  |  |  |  |  |  |  |  |
|  |                                  |  |  |  |  |  |  |  |  |  |  |  |  |  |  |  |
|  |                                  |  |  |  |  |  |  |  |  |  |  |  |  |  |  |  |
|  | 13. Санча од Леона               |  |  |  |  |  |  |  |  |  |  |  |  |  |  |  |
|  |                                  |  |  |  |  |  |  |  |  |  |  |  |  |  |  |  |
|  |                                  |  |  |  |  |  |  |  |  |  |  |  |  |  |  |  |
|  | 27. Елвира Мендес                |  |  |  |  |  |  |  |  |  |  |  |  |  |  |  |
|  |                                  |  |  |  |  |  |  |  |  |  |  |  |  |  |  |  |
|  |                                  |  |  |  |  |  |  |  |  |  |  |  |  |  |  |  |
|  | 3. Урака I од Леона              |  |  |  |  |  |  |  |  |  |  |  |  |  |  |  |
|  |                                  |  |  |  |  |  |  |  |  |  |  |  |  |  |  |  |
|  |                                  |  |  |  |  |  |  |  |  |  |  |  |  |  |  |  |
|  | 28. Робер II Побожни             |  |  |  |  |  |  |  |  |  |  |  |  |  |  |  |
|  |                                  |  |  |  |  |  |  |  |  |  |  |  |  |  |  |  |
|  |                                  |  |  |  |  |  |  |  |  |  |  |  |  |  |  |  |
|  | 14. Роберт I од Бургундије       |  |  |  |  |  |  |  |  |  |  |  |  |  |  |  |
|  |                                  |  |  |  |  |  |  |  |  |  |  |  |  |  |  |  |
|  |                                  |  |  |  |  |  |  |  |  |  |  |  |  |  |  |  |
|  | 29. Констанца од Арла            |  |  |  |  |  |  |  |  |  |  |  |  |  |  |  |
|  |                                  |  |  |  |  |  |  |  |  |  |  |  |  |  |  |  |
|  |                                  |  |  |  |  |  |  |  |  |  |  |  |  |  |  |  |
|  | 7. Констанца Бургундска          |  |  |  |  |  |  |  |  |  |  |  |  |  |  |  |
|  |                                  |  |  |  |  |  |  |  |  |  |  |  |  |  |  |  |
|  |                                  |  |  |  |  |  |  |  |  |  |  |  |  |  |  |  |
|  | 30. Далмас од Семура             |  |  |  |  |  |  |  |  |  |  |  |  |  |  |  |
|  |                                  |  |  |  |  |  |  |  |  |  |  |  |  |  |  |  |
|  |                                  |  |  |  |  |  |  |  |  |  |  |  |  |  |  |  |
|  | 15. Елија од Семура              |  |  |  |  |  |  |  |  |  |  |  |  |  |  |  |
|  |                                  |  |  |  |  |  |  |  |  |  |  |  |  |  |  |  |
|  |                                  |  |  |  |  |  |  |  |  |  |  |  |  |  |  |  |
|  | 31. Арембурга од Вержија         |  |  |  |  |  |  |  |  |  |  |  |  |  |  |  |
|  |                                  |  |  |  |  |  |  |  |  |  |  |  |  |  |  |  |
|  |                                  |  |  |  |  |  |  |  |  |  |  |  |  |  |  |  |